# 阿夫頓 (密蘇里州)
阿夫頓（英語：Affton）是位於美國密蘇里州聖路易斯縣的普查規定居民點。

## 歷史
阿夫頓的郵局自1876年營運至今。

## 人口
根據2020年美國人口普查的數據，阿夫頓的面積為11.84平方千米，皆為陸地。當地共有人口20417人，而人口密度為每平方千米1,724.41人。